# Sveti Lenart, Cerklje na Gorenjskem
Sveti Lenart je naselje v Občini Cerklje na Gorenjskem.